# KBS 뉴스광장 광주·전남
《KBS 뉴스광장 광주·전남》은 KBS 광주 1TV에서 매주 평일 오전 7시 20분에 방송 중인 광주 전남 지역 아침 종합 뉴스 프로그램이다.

## 개요
KBS 광주 뉴스광장으로 읽는다.

## 앵커
| 대수 | 진행자          | 진행 기간                        | 비고              |
| ---- | --------------- | -------------------------------- | ----------------- |
| 1대  | 김한별 아나운서 | 일자 미상 ~ 2022년 12월 29일     |                   |
| 2대  | 유도희 아나운서 | 2023년 1월 2일 ~ 2024년 8월 30일 | [ 1 ] [ 2 ]       |
| 3대  | 채윤아 아나운서 | 2024년 9월 2일 ~ 현재            | [ 3 ] [ 4 ] [ 5 ] |

## 경쟁 프로그램
- MBC 뉴스투데이 광주·전남 (광주MBC TV)
- MBC 뉴스투데이 목포·전남 (목포MBC TV)
- MBC 뉴스투데이 전남동부권 (여수MBC TV)
- kbc 모닝와이드 (kbc TV)